# ジャッカス・ザ・ムービー
『ジャッカス・ザ・ムービー』（Jackass: The Movie）は、2002年公開のアメリカ映画。
人気番組『ジャッカス』の映画第一弾であり、テレビ版に輪をかけてお馬鹿で過激なシーンが満載の映画。R-18指定。なお日本公開用には『日本特別版』というものが付け加えられた。

## キャスト
※括弧内はNetflixで配信された日本語吹替版キャスト。
- ジョニー・ノックスヴィル（真木駿一）
- バム・マージェラ（大泊貴揮）
- スティーヴォー（森宮隆）
- クリス・ポンティアス（竹田雅則）
- ライアン・ダン（中西正樹）
- デイヴ・イングランド（金城大和）
- エレン・マクーギー（青山穣）
- プレストン・レイシー（朝倉栄介）
- スパイク・ジョーンズ
- ジェフ・トレメイン

## スタッフ
- 監督：ジェフ・トレメイン
- 製作：スパイク・ジョーンズ、ジョニー・ノックスヴィル、ジェフ・トレメイン

## jackass number two
『jackass number two』（原題：Jackass Number Two）は、2006年製作のアメリカ映画。人気番組「ジャッカス」の映画第二弾。

### スタッフ
- 監督：ジェフ・トレメイン
- 製作：スパイク・ジョーンズ、ジョニー・ノックスヴィル、ジェフ・トレメイン
- 製作総指揮：デレク・フリーダ、デヴィッド・ゲイル、トリップ・テイラー、ヴァン・トフラー
- 撮影：ランス・バングス、ディミトリー・イリアスカヴィッチ、リック・コシック

### キャスト
- ジョニー・ノックスヴィル
- バム・マージェラ
- スティーヴォー
- クリス・ポンティアス
- ライアン・ダン
- デイヴ・イングランド
- ウィーマン
- ジェフ・トレメイン
- エレン・マクーギー
- プレストン・レイシー
- スパイク・ジョーンズ

## ジャッカス３D
『ジャッカス３D』（原題：Jackass 3D）は、2010年製作のアメリカ映画の3D映画。人気番組「ジャッカス」の映画第三弾。

## ジャッカス FOREVER
『Jackass Forever』（原題：Jackass FOREVER）は、2022年製作のアメリカ映画。人気番組「ジャッカス」の映画第四弾。2022年2月1日にカリフォルニア州ハリウッドのチャイニーズシアターでプレミア上映され、2月4日に劇場公開された。

### スタッフ
- 監督：ジェフ・トレメイン
- 製作：ジェフ・トレメイン、スパイク・ジョーンズ、ジョニー・ノックスビル

### キャスト
※括弧内はNetflixで配信された日本語吹替版キャスト。
- ジョニー・ノックスヴィル（真木駿一）
- エレン・マクーギー（青山穣）
- クリス・ポンティアス（竹田雅則）
- スティーヴォー（森宮隆）
- ウィーマン（高階俊嗣）
- デイヴ・イングランド（金城大和）
- プレストン・レイシー（朝倉栄介）
- ライアン・ダン（中西正樹）
- ロブ・ディアデック
- タイラー・ザ・クリエイター
- 日本語吹替版その他：藤田奈央、大泊貴揮、藤田将利、俊藤光利、水嶋マミ

- 日本語吹替版制作スタッフ 演出：工藤美樹、翻訳：税田春介、制作：ニュージャパンフィルム

## ジャッカス4.5
『ジャッカス4.5』（原題：Jackass FOREVER）は、2022年製作のアメリカ映画。『ジャッカス FOREVER』の未公開シーンや舞台裏、追加スタント、キャストとスタッフへのインタビューなどで構成される。

### キャスト
※括弧内はNetflixで配信された日本語吹替版キャスト。
- ジョニー・ノックスヴィル（真木駿一）
- スティーヴォー（長野伸二）
- クリス・ポンティアス（東和良）
- デイヴ・イングランド（早川毅）
- エレン・マクーギー（佐々木拓真）
- ウィーマン（岩城泰司）
- プレストン・レイシー（奥田寛章）
- ジャスパー・ドルフィン（中西正樹）
- ショーン・"プーピーズ"・マキナニー（中村章吾）
- ザック・ホームズ（杉野田ぬき）
- エリック・マナカ（塚田徹郎）
- レイチェル・ウルフソン（阿部彬名）
- ジェフ・トレメイン（宮本誉之）
- スパイク・ジョーンズ（越後屋コースケ）
- ダーク・シャーク（露木徳幸）
- ミッシー・バーキン（葉瀬ふみの）
- アレックス（黒木沙織）

- 日本語吹替版制作スタッフ 演出：百瀬浩二、翻訳：葛馬麻衣子、調整：藤田寛大、制作管理：松林真美、制作進行：万代知花、制作：グロービジョン